# Nina Benaszwili
Nina Iwanowna Benaszwili (ros. Нина Ивановна Бенашвили, gruz. ნინა ბენაშვილი; ur. 9 kwietnia 1916, zm. 29 stycznia 1993) – radziecka i gruzińska scenarzystka. Zasłużony Pracownik Kultury Gruzińskiej SRR.

## Wybrane scenariusze filmowe
- 1968: O moda, moda!
- 1975: Dziewczynka i gąsior
- 1977: Mistrz Posetatz na dnie morza

## Literatura
- Benaszwili Nina, Dziewczynka i gąsior: Bajka filmowa, Związek Filmowców ZSRR, 1984.